# 13 (фільм)
«Тринадцять» (англ. 13) — американський ремейк однойменного фільму режисера та сценариста Гели Баблуані 2010 року, знятий ним самим через 5 років після виходу оригінального (французького) фільму.

## Сюжет
Є багато способів швидко розбагатіти. Проблема у «дрібничці» — залишитися живим. Молодий Вінс через наївність стає учасником підпільного тоталізатора з російської рулетки. Із кожним пострілом шансів усе менше. І не можна вважати щастям той варіант, коли куля не призначена тобі, бо тоді вона призначена комусь іншому...

## У ролях
- Сем Райлі  — Вінс
- Джейсон Стейтем  — Джаспер
- Рей Вінстон  — Рональд Лінн
- Міккі Рурк  — Джефферсон
- 50 Cent  —  Джиммі
- Девід Заяс  — детектив
- Майкл Шеннон  — ведучий
- Бен Газзара  — Шлондорфф
- Олександр Скарсгорд  — Джек
- Еммануель Шрікі  — Ейлін

## Виробництво
Знімання фільму почали 17 листопада 2008 року в окрузі Нью-Йорка. Трейлер вийшов у серпні.